# 安杰洛·安奎莱蒂
安杰洛·安奎莱蒂（義大利語：Angelo Anquilletti，1943年4月25日—2015年1月9日），意大利男子足球运动员，场上位置是后卫。他曾代表意大利国家队参加1968年欧洲足球锦标赛，结果获得冠军。